# 沈黙の達人
『沈黙の達人』（ちんもくのたつじん、原題：Attrition）は、2018年に公開されたアメリカのアクション映画。
日本では、のむコレ2018前夜祭で2018年11月2日に上映された後、のむコレ2018で11月5日から公開された。

## キャスト
※括弧内は日本語吹替版キャスト。
- アックス - スティーヴン・セガール（大塚明夫）
- チェン・マン - ルイス・ファン（桐本拓哉）
- キューマム - ユー・カン（河合みのる）
- ブラック・クロウ・マ -  チャ・リー・ユン
- タラ - ティン・スー（菜摘ユリカ）
- カカシ - ジェームス・P・ベネット
- ハリウッド - セルゲイ･バデューク
- 異端児 - ルーディー・ヤングブロッド（丸山智行）
- イン・イン - カート・インカラット（大井麻利衣）
- 師父 - ファン・メイシェン
- 助手サン - Bayra Bela（内山由貴）
- チョウ・ウェンリャン
- ウァイ - プレオパン・パンイム
- ウァイの父 - ヴィタヤ・パンスリンガム（相樂真太郎）
- 従業員メイリン - Bui Thi Thanh Le（内山由貴）
- タラの父ユエン - Sonny Chatwiriyachai
- ミスター・ホウ - Tanapol Chuksrida

## スタッフ
- 監督：マチュー・ウェシュラー
- 脚本：スティーブン・セガール
- 製作：フィリップ・マルチネス、スティーブン・セガール
- 製作総指揮：リー・ビーズリー、ジェフ・スティーン
- 撮影：ヴァンサン・ヴィエヤール＝バロン
- 編集：ジョーダン・ディーゼルバーグ
- 音楽：ブルーノ・ブルグナーノ
- アクション監督：キャン・アイディン
- スタントコーディネーター：チャ・リー・ユン